# Подзамче (Львов)
Подза́мче — местность в Шевченковском районе Львова и одноимённая железнодорожная станция и железнодорожный вокзал Львовской железной дороги.
Станция (код — 37020) производит приём и выдачу повагонных и мелких грузов и отправок, продаёт пассажирские билеты. На станции останавливаются электропоезда, которые направляются в сторону Ровно, Червонограда и Тернополя.
|                                  |  |                                                     |  |                         |
| Железнодорожная станция Подзамче |  | Завод «Алмазинструмент», корпус постройки 1783 года |  | Львовский хлебокомбинат |

Подза́мче — историческая местность Львова на западной и северной окраине Высокого Замка. В ХІІІ—XIV ст. в его границах сформировался центр Княжьего города (подол). В XIV—XVIII ст. его территорию выведено за его предел и действия магдебургского права, организовано Старостинскую юрисдикцию.[1]. После 1772 г. выделена в отдельное Жолковское предместие.
После строительства в 1869 г. железнодорожной станции и вокзала они получили одноименное название местности: «Подзамче», которое расширилось на прилегающие кварталы, размещенные на северо-восток от древнего центра Львова.
Район Подзамче находится севернее Высокого Замка и охватывает улицы Богдана Хмельницкого (старую часть), Татарскую, Папаривку, Гайдамацкую, Подзамче, Школьную, Якова Остряницы, Скидана, Стримкую, Караимскую, Жолковскую, Заводскую.
В административном плане Подзамче входит в Шевченковский район Львова и охватывает исторические микрорайоны: Подзамче, Габриеловку, Замарстинов (частично), Новое Знесение (частично), Жолковскую Рогатку.
Ранее, когда построили железную дорогу в 1860-х годах и вокзал станции Подзамче в 1869 г., она разделила Подзамче на «Ближнее Подзамче» в границах Галицкого района (от площади Осмомысла и ул. Леси Украинки — ранее Краковська Брама — до железной дороги: вул. Татарская) и «Дальнее Подзамче» за железной дорогой (сейчас оно просто «Подзамче») в границах Шевченковского району, которое начинается от ул. Долинского до ул. Опришковской. Далее шла Жолковская Рогатка и Новое Знесение. Сейчас согласно генплану города Львова) микрорайон «Ближнее Подзамче» имеет название «Центр»; «Дальнее Подзамче» имеет название «Подзамче» и охватывает исторические микрорайоны: Подзамче, Габриеловку, Жолковскую Рогатку, Новое Знесение (частично) и Замарстынов (частично).
Современное Подзамче ограничено улицами : Б.Хмельницкого — ул. Липинского — пр. Чорновола — ул. Долинского.
Охранная Зона ЮНЕСКО в границах Современного Подзамче представлена в границах улиц: Папаривка,Татарская, Гайдамацкая, Заводская, Жолковская, Остряницы, Караимская, Стримкая, Подзамче, Огуречная, Школьная , Лобачевского, площадь Криничная и ул. Б.Хмельницкого.
В княжеском Львове Подзамчем называли район, непосредственно прилегавший к древнерусскому замку, то есть околицы церкви Святого Николая.
Подзамче расположилось под Княжеской горой, где находилась крепость, построенная основателем Львова Данилом Галицким. Высокий Замок и Подзамче связывал подземный ход, остатки которого были открыты рабочими при прокладке и ремонте линий электрического трамвая в 1900 г. и 1912 годах гг.. В 1880 году район был связан конным трамваем с центральной частью города и железнодорожным вокзалом.
Название Подзамче впервые вспоминается украинским историком Иваном Крипьякевичем, который указывает, что «первопечатник Иван Фёдоров с Подзамче» був похоронен в 1583 г. в монастыре Св. Онуфрия во Львове.[2] (с. 533—534, 541, 542).
В XX ст., 1910 г. кварталы в границах нынешних улиц Жолковской, Донецкой и Промышленной называли Гавриловкой (Габриеловкой) — название происходит от семьи Габриеллов, богатых мещан, которые имели тут поместья в XVII ст.
Первые трамвайные маршруты имели отдельные остановки «Габриеловка» и «Подзамче», что нашло отображение на схемах трамвайних линий 1911 г: [3][4][5]
Однако, с прокладкой железной дороги и строительством железнодорожной станции и вокзала Подзамче, район стали называть созвучно названию вокзалу станции, и это название закрепилось.

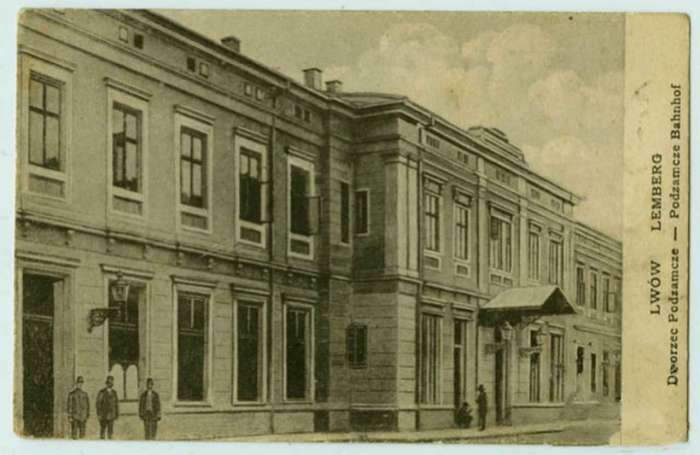
Здание вокзала станции Подзамче до 1914 г.

После прокладки в 1861 году железной дороги до Львова в северных районах города вдоль железной дороги стали активно строиться промышленные предприятия, что усилило приток жителей и закрепило в районах севернее Высокого Замка тенденцию расселения в них рабочих и вообще менее обеспеченных жителей. В целом до сих пор центр львовской промышленности остаётся смещённым к северу, несмотря на активное строительство промышленных предприятий в других районах в годы советской власти.
|                                    |  |                                                              |  |                |
| Церковь Святой Параскевы, 1645 год |  | Храм евангельских христиан , бывший костёл Св. Мартина, 1736 |  | Ул. Жолковская |